# Erythrodes parvula
Erythrodes parvula är en orkidéart som beskrevs av Paul J. Kores. Erythrodes parvula ingår i släktet Erythrodes och familjen orkidéer. Inga underarter finns listade i Catalogue of Life.